# Ellecourt
Ellecourt ist eine französische Gemeinde im Département Seine-Maritime in der Region Normandie. Sie hat 156 Einwohner (Stand 1. Januar 2022) und gehört zum Kanton Gournay-en-Bray und zum Arrondissement Dieppe. Die Einwohner werden Ellecourtois genannt.

## Geographie
Ellecourt liegt im Tal der Bresle und etwa 48 Kilometer südöstlich von Dieppe im Pays de Bray. Umgeben wird Ellecourt von den Nachbargemeinden Aumale im Südosten, Marques im Westen, Lafresguimont-Saint-Martin im Osten und Südosten, Morienne im Süden, Vieux-Rouen-sur-Bresle im Norden sowie Saint-Germain-sur-Bresle im Nordosten.

## Bevölkerungsentwicklung
| Jahr      | 1962 | 1968 | 1975 | 1982 | 1990 | 1999 | 2007 | 2015 |
| Einwohner | 162  | 152  | 138  | 108  | 128  | 150  | 137  | 143  |

## Sehenswürdigkeiten
- Kirche Sainte-Marie